# Valentyna Fedjušyna
Valentyna Fedjušyna (in ucraino Валентина Федюшина?; Feodosia, 10 febbraio 1965) è un'ex pesista ucraina naturalizzata austriaca, che fino al 1991 rappresentò l'Unione Sovietica.

## Record nazionali
Valentina Fedyushina ha siglato vari record nazionali austriaci:
- Getto del peso 19,21 m  ( Casablanca, 13 luglio 1999)
- Getto del peso indoor 18,67 m  ( Sindelfingen, 22 gennaio 2000)

## Palmarès
| Anno | Manifestazione   | Sede              | Evento         | Risultato | Misura  | Note |
| ---- | ---------------- | ----------------- | -------------- | --------- | ------- | ---- |
| 1983 | Europei juniores | Schwechat         | Getto del peso | Argento   | 17,01 m |      |
| 1988 | Olimpiadi        | Seul              | Getto del peso | 13ª       | 19,06 m |      |
| 1992 | Europei indoor   | Genova            | Getto del peso | 4ª        | 18,95 m |      |
| 1993 | Mondiali indoor  | Toronto           | Getto del peso | 4ª        | 19,07 m |      |
| 1993 | Mondiali         | Stoccarda         | Getto del peso | 7ª        | 19,27 m |      |
| 1994 | Europei          | Helsinki          | Getto del peso | 7ª        | 18,91 m |      |
| 1995 | Mondiali indoor  | Barcellona        | Getto del peso | 6ª        | 18,48 m |      |
| 1995 | Mondiali         | Göteborg          | Getto del peso | 10ª       | 18,03 m |      |
| 1996 | Europei indoor   | Stoccolma         | Getto del peso | Bronzo    | 18,90 m |      |
| 1996 | Olimpiadi        | Atlanta           | Getto del peso | 12ª       | 17,99 m |      |
| 1997 | Mondiali         | Atene             | Getto del peso | 20ª       | 17,31 m |      |
| 1999 | Mondiali         | Siviglia          | Getto del peso | 7ª        | 18,17 m |      |
| 2000 | Olimpiadi        | Sydney            | Getto del peso | 12ª       | 17,14 m |      |
| 2002 | Europei indoor   | Vienna            | Getto del peso | 4ª        | 18,23 m |      |
| 2002 | Europei          | Monaco di Baviera | Getto del peso | 13ª       | 17,11 m |      |